# Kawajima
Kawajima (jap. 川島町 Kawajima-machi) – miasto w Japonii, na wyspie Honsiu, w prefekturze Saitama. Według danych na rok 2020 miejscowość zamieszkiwało 19 378 mieszkańców , a gęstość zaludnienia wyniosła 465,5 os./km².